# Pyrgíon
Pyrgíon (Piryi, Pirgi, Pirghi, Pyrgi) är en ort i Grekland.   Den ligger i prefekturen Chios och regionen Nordegeiska öarna, i den östra delen av landet, 200 km öster om huvudstaden Aten. Pyrgíon ligger 115 meter över havet och antalet invånare är 755. Den ligger på ön Chios.
Terrängen runt Pyrgíon är kuperad åt nordväst, men åt sydost är den platt. En vik av havet är nära Pyrgíon åt sydost.  Närmaste större samhälle är Chios, 19,7 km nordost om Pyrgíon. 